# كازواكي تاكانو
كازواكي تاكانو (باليابانية: 高野和明)‏ (26 أكتوبر 1964 في طوكيو - ) روائي، وكاتب سيناريو، وكاتب من اليابان.

## روابط خارجية
- كازواكي تاكانو على موقع IMDb (الإنجليزية)
- كازواكي تاكانو على موقع أول موفي (الإنجليزية)
- كازواكي تاكانو على موقع قاعدة بيانات الفيلم (الإنجليزية)
- كازواكي تاكانو على موقع كينوبويسك (الروسية)